# Rick Jason
Rick Jason, nato Richard Jacobson (New York, 21 maggio 1923 – Moorpark, 16 ottobre 2000), è stato un attore statunitense.

## Filmografia parziale

### Cinema
- Sombrero, regia di Norman Foster (1953)
- La fortezza dei tiranni (The Saracen Blade), regia di William Castle (1954)
- Mia moglie è di leva (The Lieutenant Wore Skirts), regia di Frank Tashlin (1956)
- Fermata per 12 ore (John Steinbeck's The Wayward Bus), regia di Victor Vicas (1957)
- Sierra Baron, regia di James B. Clark (1958)
- Day of the Wolves, regia di Ferde Grofe Jr. (1971)
- The Witch Who Came from the Sea, regia di Matt Cimber (1976)
- Lui è mio (Partners), regia di James Burrows (1982)
- Illegalmente tuo (Illegally Yours), regia di Peter Bogdanovich (1988)

### Televisione
- The Ford Television Theatre – serie TV, episodio 3x33 (1955)
- Damon Runyon Theater – serie TV, episodio 1x10 (1955)
- The 20th Century-Fox Hour – serie TV, episodio 2x06 (1956)
- Pursuit – serie TV, episodio 1x07 (1958)
- Alfred Hitchcock presenta (Alfred Hitchcock Presents) – serie TV, episodio 4x25 (1959)
- The Case of the Dangerous Robin – serie TV, 38 episodi (1960-1961)
- Combat! – serie TV, 152 episodi (1962-1967)
- The Danny Thomas Hour – serie TV, episodio 1x18 (1968)
- The Outsider – serie TV, episodio 1x14 (1969)
- Chi è Black Dahlia? (Who is the Black Dahlia?), regia di Joseph Pevney – film TV (1975)
- La signora in giallo (Murder, She Wrote) – serie TV, episodio 5x02 (1988)
- Il giro del mondo in 80 giorni (Around the World in 80 Days) – miniserie TV (1989)

## Doppiatori italiani
Nelle versioni in italiano delle opere in cui ha recitato, Rick Jason è stato doppiato da:
- Sergio Rossi in Top Secret, Il giro del mondo in 80 giorni
- Pino Locchi in Sombrero
- Giorgio Bandiera in La signora in giallo